# ميخائيل جون فيتزموريس
ميخائيل جون فيتزموريس (بالإنجليزية: Michael John Fitzmaurice)‏ هو عسكري أمريكي، ولد في 9 مارس 1950 في جيمستاون في الولايات المتحدة.